# مارك كوركوران
مارك كوركوران (بالإنجليزية: Mark Corcoran)‏ (30 نوفمبر 1980 في المملكة المتحدة - ) هو لاعب كرة قدم بريطاني في مركز جناح ‏. لعب مع نادي بارتيك ثيسل ونادي روس كاونتي ونادي سانت ميرين وهاميلتون أكاديميكال ونادي سترنرير ‏ ونادي ستنهاوسموير.

## وصلات خارجية
- مارك كوركوران على موقع قاعدة بيانات كرة القدم.إي يو (الإنجليزية)
- مارك كوركوران على موقع Soccerbase.com (لاعب) (الإنجليزية)